# Infulář
Infulář nebo mitrista je ministrant insignář, který při pontifikální mši drží biskupovi mitru nebo solideo, podle toho, co biskup zrovna nepoužívá. Pokud koncelebruje více biskupů, mohou mít odpovídající počet infulářů. Ministranti při manipulaci s biskupskými insigniemi používají bílý nezdobený pruh látky, podobný žehnacímu velu, aby byla mitra i biskupská berla uchráněna před možnými skvrnami.